# H. C. Andersens Hus

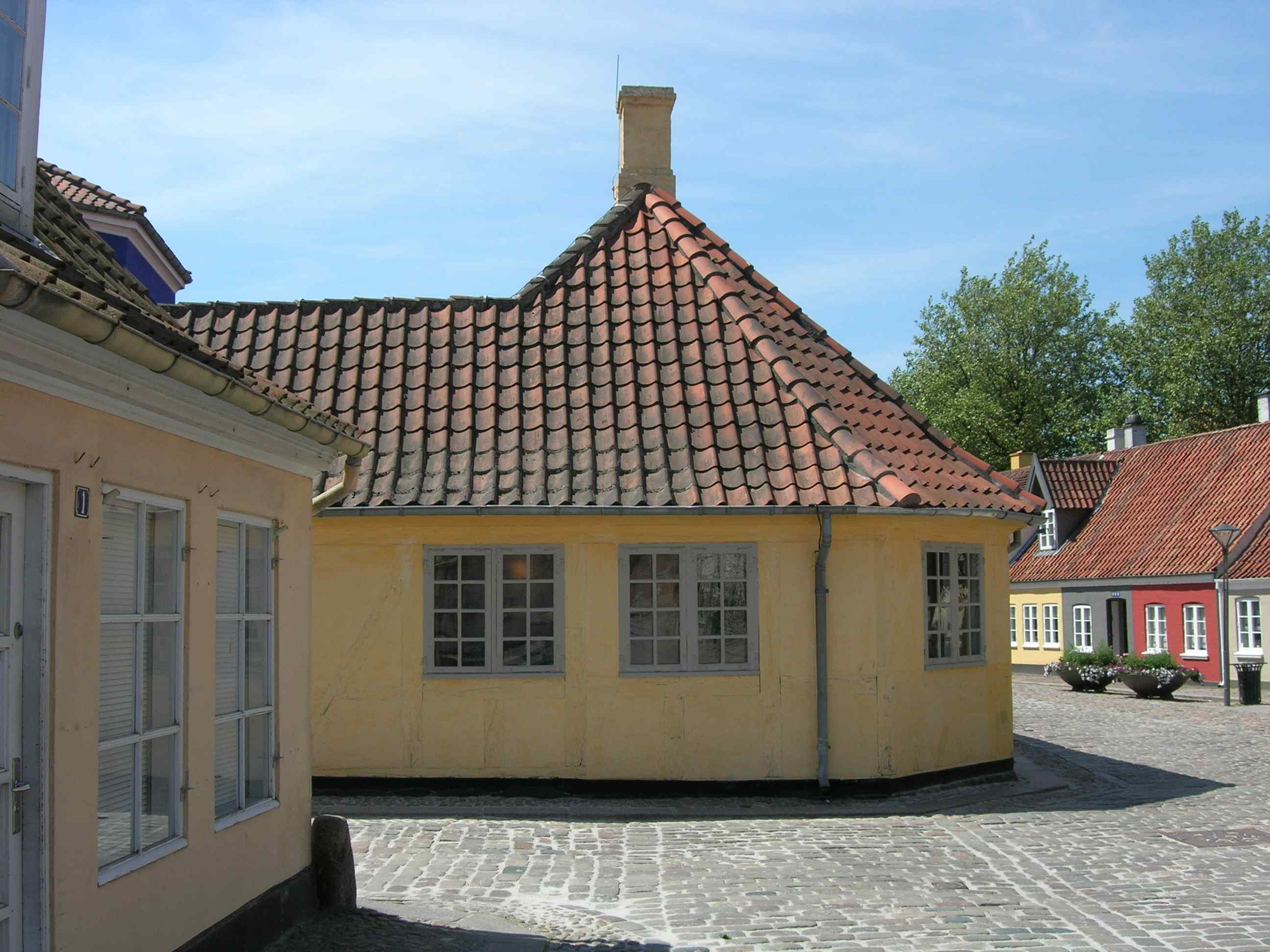
Das wahrscheinliche Geburtshaus von Hans Christian Andersen

H. C. Andersens Hus ist die dänische Bezeichnung für das Haus, in dem der dänische Schriftsteller und Dichter Hans Christian Andersen wahrscheinlich geboren wurde. Das Haus mit der Adresse Bangs Boder 29 liegt in der Altstadt von Odense. 
Obwohl der Geburtsort von Andersen nicht mit Sicherheit ermittelt werden kann, ist es wahrscheinlich, dass er in dem Haus geboren wurde. In diesem Haus wohnte die Großmutter von Andersen und 1805, als der spätere Dichter geboren wurde, wohnte die Tante von Andersen dort. Sie war die einzige Verwandte von Andersens Eltern, die in der Region wohnte. Andersen lebte auf jeden Fall nicht lange in dem Haus. Seine Kindheit verbrachte er in einem Haus in der Munkemøllestræde. Dort wurde 1930 das Museum „H.C. Andersens Barndomshjem“ errichtet.

Eingang zum angrenzenden „H.C. Andersens Museum“ (für den 2021 eröffneten Neubau abgebrochen)

Im Jahr 1905, also 100 Jahre nach Andersens Geburt, beschloss die Stadt Odense, ein Museum im wahrscheinlichen Geburtshaus des Dichters zu errichten. Die Stadt restaurierte das Haus und eröffnete das Museum 1908 am Geburtstag des Dichters. 
2005 wurde das Museum durch einen Neubau erweitert, in dem anhand zahlreicher Dokumente das Leben und das Werk des Dichters dargestellt wird. Der alte Teil des Museums, das eigentliche Geburtshaus, ist so eingerichtet, wie es 1805 wahrscheinlich ausgesehen hat.
Am 30. Juni 2021 wurde unter dem bisherigen Namen ein nach Entwurf des Architekturbüros Kengo Kuma & Associates errichteter Neubau eröffnet. Das alte Geburtshaus ist nun ein Element im großen Garten des Neubaus. Der Erweiterungsbau von 2005 wurde abgerissen. Das Gesamtareal umfasst nun 5.600 Quadratmeter. Der wesentliche Teil des neuen Museumsgebäudes ist unterirdisch, an der Oberfläche sind nur einige Pavillons zu sehen. Die Außenanlagen wurden vom Kopenhagener Landschaftsarchitekturbüro MASU Planing entworfen und sind zum großen Teil öffentlich zugänglich.